# 宮坂元裕
宮坂 元裕（みやさか もとひろ、1940年 - ）は、日本の教育学者。

## 略歴
長野県岡谷市出身。長野県諏訪清陵高等学校を経て、1963年東京教育大学（現・筑波大学）教育学部芸術学科彫塑専攻卒業。東京教育大学附属小学校（現・筑波大学附属小学校）教諭。上越教育大学助教授。1997年横浜国立大学 教育学部教授。東京学芸大学大学院連合学校教育学研究科教授（併任）。横浜国立大学教育学部附属横浜小学校校長（併任）。2006年退官後、横浜国立大学名誉教授。これらの期間に、文部省（現・文部科学省）小学校学習指導要領（図画工作）指導書作成協力者、公益社団法人日本美術教育連合理事長、公益財団法人教育美術振興会理事、公益財団法人三菱UFJ環境財団理事を務めた。2020年、文化庁長官表彰。

## 著書

### 単著
- 『彫塑-基礎と実践』日本文教出版 1979年
- 『「造形教育」という考え方』日本文教出版 2006年
- 『「図画工作」という考え方』黎明書房 2016年

### 共著
- 『造形遊びのヒント38』八ツ橋洋一共著 1993年
- 『人気教師の体育・図工の仕事術46』松本格之祐共著 黎明書房 2007年